# Wynosliwyj (1901)
Wynosliwyj (Выносливый) , pierwotnie Stierlad’ (Стерлядь) – rosyjski niszczyciel z przełomu XIX i XX wieku, jedna z pięciu jednostek typu Foriel. Okręt został zwodowany 8 marca 1901 roku we francuskiej stoczni Chantiers et Ateliers Augustin Normand w Hawrze, a do służby w Marynarce Wojennej Imperium Rosyjskiego został wcielony we wrześniu 1901 roku, z przydziałem do Floty Bałtyckiej. W 1902 roku nazwę jednostki zmieniono na „Wynosliwyj” (ros. Выносливый). Niszczyciel został przerzucony na Daleki Wschód, gdzie wszedł w skład Eskadry Oceanu Spokojnego. Podczas wojny rosyjsko-japońskiej jednostka zatonęła 24 sierpnia 1904 roku po wejściu na minę nieopodal Port Artur.

## Projekt i budowa
„Stierlad’” był jednym z pięciu niszczycieli typu Foriel, zamówionych i zbudowanych we Francji . Okręty były ulepszoną wersją pierwszego typu francuskich niszczycieli – Durandal, z odmiennym rozmieszczeniem kominów w dwóch parach po dwa .
Okręt zbudowany został w stoczni Chantiers et Ateliers Augustin Normand w Hawrze . Stępkę jednostki położono w 1899 roku, a zwodowany został 8 marca 1901 roku .

## Dane taktyczno-techniczne
Okręt był czterokominowym niszczycielem . Długość całkowita wynosiła 56,6 metra, szerokość 5,9 metra i maksymalne zanurzenie 3,02 metra . Wyporność normalna wynosiła 312 ton, a pełna 347 ton . Okręt napędzany był przez dwie pionowe maszyny parowe potrójnego rozprężania o łącznej mocy 5200 KM, do której parę dostarczały cztery kotły Normand . Dwuśrubowy układ napędowy pozwalał osiągnąć prędkość 26,5 węzła . Okręt mógł zabrać zapas węgla o maksymalnej masie 82 ton, co zapewniało zasięg wynoszący 1250 Mm przy prędkości 13 węzłów .
Uzbrojenie artyleryjskie okrętu stanowiły: umieszczone na nadbudówce dziobowej pojedyncze działo kalibru 75 mm Canet L/48 oraz pięć pojedynczych dział trzyfuntowych kalibru 47 mm Hotchkiss M1885 L/40 . Jednostka wyposażona była w dwie pojedyncze obracalne nadwodne wyrzutnie torped kalibru 381 mm, umieszczone na pokładzie za pierwszą i drugą parą kominów .
Załoga okrętu liczyła 57–59 oficerów, podoficerów i marynarzy.

## Służba

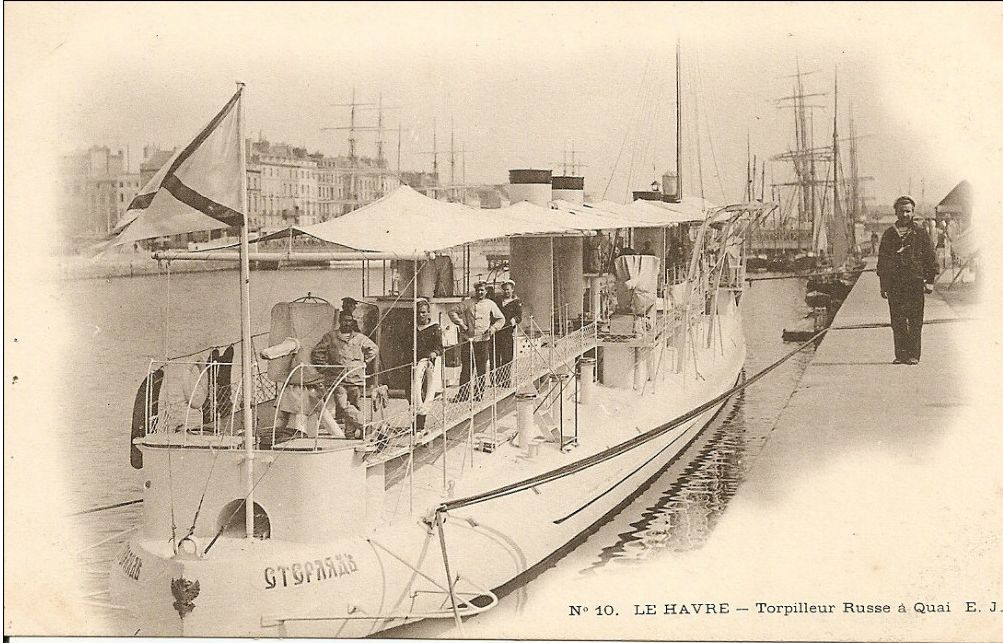
Niszczyciel w Hawrze około 1900 roku

„Stierlad’” został wcielony do służby w Marynarce Wojennej Imperium Rosyjskiego we wrześniu 1901 roku . Jednostka weszła w skład Floty Bałtyckiej. W marcu 1902 roku nazwę okrętu zmieniono na „Wynosliwyj” (ros. Выносливый) . Między 1902 a 1903 rokiem niszczyciel został przerzucony na Daleki Wschód.
W momencie wybuchu wojny rosyjsko-japońskiej jednostka wchodziła w skład 1. Flotylli Niszczycieli I Eskadry Oceanu Spokojnego, stacjonując w Port Artur. 27 stycznia?/9 lutego 1904 roku okręt wziął udział w pierwszej, nierozstrzygniętej bitwie między głównymi siłami rosyjskimi i japońskimi na redzie Port Artur. 30 stycznia?/12 lutego niszczyciele „Wynosliwyj” i „Grozowoj” oraz statek „Sibiriak” udały się na miejsce wejścia na minę krążownika „Bojarin”, przerzucając na pokład uszkodzonej jednostki ekipę ratowniczą. 12 lutego?/25 lutego niszczyciele „Wynosliwyj”, „Wnimatielnyj”, „Włastnyj” i „Grozowoj” udały się na patrol u południowo-zachodnich wybrzeży półwyspu Kwantung, a wracając podjęły walkę z japońskimi niszczycielami z 4 dywizjonu atakującymi patrolujące redę Port Artur niszczyciele i pancernik „Retwizan”. Rankiem 26 lutego?/10 marca „Wynosliwyj”, „Wnimatielnyj”, „Biesstrasznyj” i „Włastnyj” wzięły udział w bitwie z trzema japońskimi niszczycielami z 1. dywizjonu („Asashio”, „Kasumi” i „Akatsuki”) nieopodal półwyspu Laotieshan, uszkadzając wszystkie jednostki przeciwnika. Wieczorem 30 marca?/12 kwietnia niszczyciele „Wynosliwyj”, „Bojewoj”, „Biesszumnyj”, „Grozowoj”, „Storożewoj”, „Rastoropnyj”, „Strasznyj” i „Smiełyj” wyszły z misją rozpoznawczą w rejon Wysp Elliota, a powracając starły się rankiem następnego dnia z okrętami japońskimi osłaniającymi operację minowania redy Port Artur (bez utraconego „Strasznyja”). Następnie niszczyciele dołączyły do wychodzącego w morze zespołu z pancernikiem „Pietropawłowsk” z dowódcą I Eskadry admirałem Stiepanem Makarowem na pokładzie, który wkrótce zatonął z większością załogi na postawionej przez Japończyków minie. Nocą 14 maja?/27 maja nieopodal Wyspy Murchisona (chiń. Zhudao; na północ od wybrzeży półwyspu Kwantung) „Wynosliwyj” zniszczył za pomocą torpedy siostrzany niszczyciel „Wnimatielnyj”, który wszedł na skały i nie mógł z nich zejść.
10 czerwca?/23 czerwca „Wynosliwyj” wziął udział w pierwszej próbie przejścia zablokowanej przez Japończyków w Port Artur Eskadry do Władywostoku (w składzie sześciu pancerników, pięciu krążowników, dwóch krążowników torpedowych i sześciu niszczycieli, dowodzonych przez kontradmirała Wilgelma Witgefta), jednak wobec napotkania przeważających sił przeciwnika okręty rosyjskie nie podjęły walki i powróciły do bazy. 28 lipca?/10 sierpnia „Wynosliwyj”, pod flagą dowódcy I oddziału niszczycieli kmdra por. Eugeniusza Jelisiejewa, wraz z większością zgromadzonych tam okrętów wyszedł z oblężonego portu, podejmując kolejną próbę przedarcia się do Władywostoku. Doprowadziło to do bitwy na Morzu Żółtym, w wyniku której eskadra rosyjska została częściowo rozproszona, a „Wynosliwyj” wraz z innymi niszczycielami ochraniał przed atakami torpedowymi powracające do Port Artur główne siły floty rosyjskiej. 5 sierpnia?/18 sierpnia „Wynosliwyj” na czele siedmiu innych niszczycieli wyszedł do Zatoki Gołębiej na spotkanie transportującego żywność francuskiego statku SS „Georges”, eskortując go w drodze do Port Artur. W nocy z 7 sierpnia?/20 sierpnia na 8 sierpnia?/21 sierpnia, podczas pierwszego szturmu portarturskiej twierdzy przez Japończyków, dowodzony przez kmdra por. Eugeniusza Jelisiejewa zespół niszczycieli („Wynosliwyj”, „Włastnyj”, „Bojkij”, „Silnyj”, „Raziaszczij” i „Skoryj”) został wysłany w rejon gór Laotieshan na wieść o japońskim desancie. W dzień okręt uczestniczył w odparciu szturmu, ostrzeliwując japońskie baterie. 10 sierpnia?/23 sierpnia zespół okrętów rosyjskich w składzie: pancernik „Siewastopol” i niszczyciele „Wynosliwyj”, „Włastnyj”, „Strojnyj”, „Skoryj”, „Raziaszczij”, „Smiełyj”, „Statnyj”, „Storożewoj” i „Rastoropnyj” wziął udział w ostrzale japońskich baterii polowych w zatoce Tahe, a następnie w wymianie ognia artyleryjskiego z przybyłymi na odsiecz krążownikami pancernymi „Nisshin” i „Kasuga”, wspartymi przez kilka kanonierek i niszczycieli.
Po południu 11 sierpnia?/24 sierpnia na redzie Port Artur na japońską minę wszedł „Raziaszczij”, a płynący mu na pomoc „Wynosliwyj” spotkał ten sam los – mina wybuchła na wysokości kotłowni i okręt zatonął w ciągu dwóch minut. Śmierć poniosło 11 członków załogi niszczyciela, w tym dowódca jednostki kpt. mar. P. Richter.

### Dowódcy
| Imię i nazwisko            | od              | do                | uwagi  |
| kpt. mar. Pawieł Richter   | 23 czerwca 1903 | 7 maja 1904       | [ 27 ] |
| kpt. mar. Adrian Niepienin | 10 maja 1904    | 10 czerwca 1904   | [ 28 ] |
| kpt. mar. Pawieł Richter   | 10 czerwca 1904 | 11 sierpnia 1904† | [ 27 ] |

Oryginalne nazwy stopni: lejtienant (kapitan marynarki)